# メカ娘
メカ娘（メカむすめ）は、島田フミカネのデザインしたメカ少女の1シリーズ。モチーフには実在の兵器と試作機、架空の兵器が織り交ぜられている。

## 概要
萌え擬人化がインターネット上のさまざまなコミュニティで行なわれる中で、従来のSFメカのみならず実在の航空機や軍用兵器などをモチーフにしたものがあらわれた。その中でも人気が高かったシリーズが、このメカ娘と後に呼ばれるシリーズである。戦闘機や戦車などの実在する兵器を擬人化したものは少なからずあったが、メカ娘はそのラインナップのマニアックさや、人と機械が大胆なバランスで融合した擬人化でも注目された。その魅力は立体化を促し、2004年夏のワンダーフェスティバルで原型師めーんによる「ドイツさん」こと『ドイツ空軍 機械化航空歩兵 Me109』のガレージキットフィギュアが発表された。2005年には上記作品が塗装済みPVC完成品としてとらのあな／FOX出版より発売されている。その後2005年からコナミがシリーズ化し、トレーディングフィギュアとして発売している。

## 主な商品ラインナップ

### フィギュア
フォックス出版 FinesScenery 機械化歩兵シリーズ
- ドイツ空軍  Me109 E-3 通称「ドイツさん」（1/9 塗装済みPVC完成品）
- ソビエト空軍 Mig60 通称「白ロシアさん」（1/9 塗装済みPVC完成品）
- イタリア空軍 Re2200 通称「イタリアさん」（1/9 塗装済みPVC完成品）

### トレーディングフィギュア
「メカ娘」vol.1
- ソビエト空軍 試作機械化航空歩兵 P-60

主機である「異星人機関（エイリアンエンジン）」一基を飛行装置に搭載した、オーソドックスな構成の機械化航空歩兵。制空戦闘機として開発された機体であり、高速性能を重視したため防御能力がやや低い。のちに制式採用されMig60となった。
実在機のモデルが無い架空機だが、イメージモデルとなったのはYak-1である。
- 帝国海軍 試作機械化局地航空兵 震電

高高度爆撃機の迎撃を目的として開発された機械化航空歩兵。両脚部と飛行装置に計三基の異星人機関を搭載しており、圧倒的な出力と低酸素状態に適した素材能力を有する。高高度戦闘が可能な機体として期待されていたが、本格的な試験の前に計画中止となった。
モデルとなったのは震電。アナザーカラーバージョンとして、エンジンをジェット推進機関に換装した震電改も存在する。
- ドイツ陸軍 3号突撃装甲歩兵 G型

激化する戦況に対応するため、前線からの要望によって急造された機械化装甲歩兵。生産コスト・開発期間を減らす為、3号装甲歩兵をベースとして開発が行われた。主砲はより単純な構造のものに換装されている。G型は最終量産型で、対戦車戦闘を重視している。
モデルとなったのはIII号突撃砲G型。三色迷彩バージョンも存在する。
- イギリス陸軍 機械化装甲歩兵 バレンタイン

通常歩兵の支援を主眼として開発された機械化装甲歩兵。高い信頼性を誇り、比較的装甲に重点が置かれているが、異星人機関の出力不足から主砲を小型化している。主に北アフリカ戦線で活躍した。
モデルとなったのはバレンタイン歩兵戦車。
- フランス空軍 高等訓練機 Ms-462

機械化歩兵の素体に選ばれた人員を訓練するための高等訓練機。整備員を兼ねた指導教官と1セットで運用され、素体の専門的な適性検査と戦技訓練が行われる。
実在機のモデルが無い架空機。アナザーカラーバージョンも存在する。
「メカ娘」vol.2
- アメリカ陸軍 機械化装甲歩兵 M4A3シャーマン

性能は凡庸だが、高い信頼性と余裕のある基本設計を持つ機械化装甲歩兵。拡張性も高く、多くのバリエーションが存在している。
モデルとなったのはM4A3シャーマン。バリエーションとしてロケットランチャーを装備したカリオペタイプも存在する。
- イタリア空軍 高速機械化航空歩兵 Re-2200フリアータ

優れた格闘戦能力を有する機械化航空歩兵。地中海沿岸での運用を想定して開発されたため、水上から発着する能力を有している。飛行装置には二重反転プロペラを有している。フリアータ（furiata）とは「突風」の意。
実在機のモデルが無い架空機。バリエーションとしてスクール水着バージョン、レアアイテムとして白水着バージョンが存在する。
- ソビエト空軍 機械化航空歩兵 Mig60（白）

P-60の量産型で、武装の見直しなどが行われている。飛行装置に垂直尾翼が追加され、降着装置も寒冷地・雪原での運用を想定したものに改良された。P-60と比較すると、最高速度がわずかに低下しているが、実戦機としての能力は充分に有している。
実在機のモデルが無い架空機だが、イメージモデルとなったのはP-60と同様にYak-1。なお、「MiG60」という機体は『ストライクウィッチーズ』にもストライカーユニットとして登場している。
- ドイツ陸軍 3号突撃装甲歩兵 A型

3号突撃装甲歩兵の初期型。対戦車戦闘を重視したG型と異なり、歩兵支援を目的とした短砲身砲を有している。
モデルとなったのはIII号突撃砲A型。
- 帝国海軍 試作機械化局地航空兵 藤花

局地防衛用の機械化航空歩兵。主機である特殊な推進機関は非常に高い出力を持ち、速度性能、上昇性能、高高度戦闘能力に秀でている。しかし、その反面機関の稼働時間が極めて短く、メンテナンスにも手間がかかるという欠点もある。
実在機のモデルが無い架空機だが、イメージモデルとなったのは秋水。キ115 剣の海軍型である「藤花」とは別物である。下記のリペイントバージョンでは練習機風の塗装が施されている。
※ボーナスパーツが同封され、パーツを揃えてドイツ陸軍 3号突撃装甲歩兵 A型と組み合わせるとドイツ陸軍 6号機械化装甲歩兵 ティーガー（初期型）が完成する。
「メカ娘」vol.2 リペイントバージョン
- アメリカ陸軍 機械化装甲歩兵 M4A3シャーマン
- イタリア空軍 高速機械化航空歩兵 Re-2200フリアータ（スクール水着風）
- ソビエト空軍 機械化航空歩兵 Mig60（黒）
- ドイツ陸軍 3号突撃装甲歩兵 F型

3号突撃装甲歩兵A型の問題であった対装甲火力の不足を補うため、対戦車戦闘用の長砲身砲を有した機械化装甲歩兵。
モデルとなったのはIII号突撃砲F型。
- 帝国海軍 試作機械化局地航空兵 藤花
- レアアイテム 高速機械化航空歩兵 Re-2200フリアータ（ミニチャイナドレス）

ショーモデルバージョンのフリアータ。
※ボーナスパーツが同封され、パーツを揃えてドイツ陸軍 3号突撃装甲歩兵 A型と組み合わせるとドイツ陸軍 6号機械化装甲歩兵 ティーガー初期型（イエローVer.）が完成する。
「メカ娘」vol.3
- イギリス空軍 機械化航空歩兵 スピットファイアMk.V

イギリス空軍の主力を担う機械化航空歩兵。改良に改良を重ねて熟成されていった機体で、英軍以外でも米国や欧州各国で使用されている。Mk,Vはスピットファイアの中でも最も生産数が多い型で、Mk.IIIのエンジン出力を強化した物である。
モデルとなったのはスピットファイアMk.V。
- 帝国陸軍 九七式機械化装甲歩兵 チハ

帝国陸軍が保有する主力機械化装甲歩兵。設計時に想定されていた用途である歩兵支援は得意であるが、対弾性能が低く装甲歩兵同士の戦闘では苦戦している。
モデルとなったのは九七式中戦車 チハ。
- ソビエト陸軍 機械化装甲歩兵 T34/76

良好な攻走守のバランスを持つ傑作機械化装甲歩兵。防御力場の偏向能力を有しており、これによる高い防御性能は対抗するドイツ軍の設計思想にも影響を与えた。生産拠点の違いから多くのバリエーションが存在している。
モデルとなったのはT-34/76。レアアイテムとしてT34/85も存在している。
- イギリス陸軍 巡航装甲歩兵 クロムウェル

キャバリアー巡航装甲歩兵をベースとして開発された機械化装甲歩兵。装甲強化による重量の増加に対応するため、航空歩兵用の機関を搭載しており、シャーシもこの機関に併せて改造されている。
モデルとなったのはクロムウェル巡航戦車。
- ドイツ空軍 機械化航空歩兵 Bf109G

ドイツ空軍の主力機械化航空歩兵で、大戦を通じて運用された。ドイツ軍以外の枢軸各国でも使用されている。多くの派生型があり、G型は開戦時の主力であるE型と比較すると、武装・機関共に強化されている。
モデルとなったのはBf109G。レアアイテムとしてポージング・装備品も変更され、うさぎ耳がついたフィンランド空軍仕様も存在する。
※ボーナスパーツが同封され、パーツを揃えて組み合わせるとELECTRO LOLITA 02という、前進翼を持つ実験機のような近未来型航空機をモチーフとしたメカ娘が完成する。イメージモデルはSu-27やSu-47など。
「メカ娘」vol.3 リペイントバージョン
- イギリス空軍 機械化航空歩兵　スピットファイアMk.V
- 帝国陸軍 九七式機械化装甲歩兵 チハ改

対機械化歩兵戦闘に対応するため、チハの問題であった主砲の威力不足を解消すべく、主砲を長砲身砲に換装したチハの改良型。
モデルとなったのは九七式中戦車 新砲塔チハ。
- ソビエト陸軍 機械化装甲歩兵 T34/85

重装甲化を進めるドイツ装甲歩兵に対抗すべく、長砲身砲を搭載したT34の改良型。T34/76と同様に多くのバリエーションを持つ。
モデルとなったのはT-34/85。
- ドイツ空軍 機械化航空歩兵 Bf109G
- イギリス陸軍 巡航装甲歩兵 セントーMk.IV

航空歩兵用エンジンの調達が間に合わず、クロムウェルのシャーシに従来のエンジンを搭載した機械化装甲歩兵。後にエンジンを順次換装し、クロムウェルへと改造されていった。
モデルとなったのはセントーMk.IV巡航戦車。
- レアアイテム フィンランド陸軍 機械化装甲歩兵 T34/76
- レアアイテム フィンランド陸軍 機械化装甲歩兵 T34/76（アナザーカラー）
- レアアイテム フィンランド空軍 機械化航空歩兵 Bf109G

※レアアイテム以外の5種にはボーナスパーツが同封されており、
ELECTRO LOLITA 02が完成する。
FIGUMATE メカ娘
- vol.1のメンバーをFIGUMATEシリーズとしてディフォルメしたもの。